# Валя-Интунекоасе
Валя-Интунекоасе (рум. Valea Întunecoasă) — село у повіті Харгіта в Румунії. Входить до складу комуни Лунка-де-Жос.
Село розташоване на відстані 236 км на північ від Бухареста, 24 км на північний схід від М'єркуря-Чука, 140 км на південний захід від Ясс, 104 км на північ від Брашова.

## Населення
За даними перепису населення 2002 року у селі проживали 249 осіб, усі — угорці. Усі жителі села рідною мовою назвали угорську.